# Sergej Radonežski
Sveti Sergij Radonežski (rus. Сергий Радонежский), rođen kao Vartolomej (rus. Варфоломей), što odgovara u hrv. Bartolomej, Bartol, Bartul, još nazivan kao Sergej Radonežski, Sergej Radonješki i Sergej od Radoneža (1322. – 1392.), je bio najveći duhovni vođa i samostanski reformator srednjovjekovne Rusi. Zajedno sa svetim Serafimom Sarovskim, on je najslavljeniji ruski svetac.
Nadnevak njegova rođenja nije točno poznat: može biti 1314., 1319., ili 1322.
Godine 1940. papa Pio XII. dopušta, prije svega grkokatolicima, poštovanje svetaca Istočne crkve, kanoniziranih do Sabora u Baselu-Ferrari-Firenci, uključujući Sergija Radonežskoga. Od 1969., odlukom pape Pavla VI., spomen je svetoga Sergija iz Radoneža uvršten u katolički kalendar (25. rujna). Manastir Svetog Sergeja Radonežskog na Rumiji je posvećen ovom ruskom svecu.